# Zen Studios
Zen Studios è una software house di origine ungherese con sede a Budapest fondata nel 2000 da Zsolt Kigyossy. Negli anni è diventata leader nel campo dei videogiochi di flipper digitali con la sua serie Pinball FX–Zen Pinball pubblicata su vari servizi online quali Xbox Live, PlayStation Network, Steam e dal 31 marzo '22 anche su Epic Games Store.
Zen Studios collabora da diversi anni con Disney e LucasFilm per realizzare i relativi flipper delle serie Marvel e Star Wars come forma di DLC o in formato di raccolta stand alone, In seguito si sono aggiunte collaborazioni anche con: Universal Studios, Fox, Bathesda ecc.
Dal 2016 introduce contenuti per la realtà virtuale nei suoi flipper digitali. Dal 2017 collabora con Bally Entertainment e Williams Electronic Games per digitalizzare alcune delle loro famose tavole di veri flipper.

## Videogiochi pubblicati
- Flipper Critters (2007) Nintendo DS
- Pinball FX (2007) Xbox 360
- Zen Pinball (2009) PlayStation 3
- Pinball FX2 (2010) Xbox 360, PC
- Marvel Pinball (2010) PlayStation 3
- Zen Pinball 2 (2011) PlayStation 3, Playstation Vita
- Star Wars Pinball (2013) Nintendo 3DS, Mobile
- Pinball FX2 VR (2016) PlayStation VR, Steam VR, dispositivi Oculus
- Pinball FX3 (2017) PlayStation 4, Xbox One, Nintendo Switch, PC
- Williams Pinball (2019) Mobile
- Zen Pinball Party (2021) Apple Arcade, iPhone, iPad, Apple TV, Mac[4]
- Pinball FX (2022) PlayStation 4 e 5, Xbox Series, Nintendo Switch[5]
- Pinball M (2023) PlayStation 4 e 5, Xbox Series, Nintendo Switch[6]

- Rocky and Bullwinkle (2008)[7] Xbox 360
- Mushroom man: The rise of the Fungi (2008) Nintendo DS
- Ghostbusters: The Video Game (2009) Nintendo DS
- The Punisher: No Mercy (2009) PlayStation 3
- Planet Minigolf (2010) PlayStation 3
- 3D Solitaire (2012) Nintendo 3DS
- CastleStorm (2013) PlayStation 3, PlayStation Vita, Wii U, Xbox Live Arcade, PC
- KickBeat (2013) PlayStation 3, Playstation Vita
- Infinite Minigolf (2017) PlayStation 4, Xbox One, Nintendo Switch, PC
- CastleStorm 2 (2020) PlayStation 4, Xbox One, Nintendo Switch, PC
- Dread Nautical (2019) PlayStation 4, Xbox One, Nintendo Switch, PC
- Operencia: The Stolen Sun (2020) PlayStation 4, Xbox One, Nintendo Switch, PC
- Minigolf Galaxy (2023) PC